# Simasom (Pahae Julu)
Simasom is een bestuurslaag in het regentschap Tapanuli Utara van de provincie Noord-Sumatra, Indonesië. Simasom telt 777 inwoners (volkstelling 2010).